# Droga magistralna M10 (Rosja)
Droga magistralna M10 «Rosja» (ros. Федера́льная автомоби́льная доро́га М-10 «Россия») – jedna z dróg o znaczeniu federalnym na terenie Rosji. Zaczyna się w miejscowości Wyborg, przechodzi przez Petersburg i prowadzi do centrum Moskwy. Długość dochodzi do 837 kilometrów.
Do końca 2017 roku taki sam numer posiada droga na odcinku od Petersburga do granicy z Finlandią. Na tym odcinku nazywana jest Skandynawią (ros. Скандинавия). Od 1 stycznia 2018, Skandynawia będzie oznaczana jako droga federalna A181.
Magistrala M10 stanowi część tras europejskich E18, E105 oraz trasy azjatyckiej AH8.